# بالشتک (حشره)
بالشتک (حشره) (نام علمی: Pulvinaria) نام یک سرده از تیره شپشک‌های نرم است.